# Elektrizitätswerk Ehreshoven I

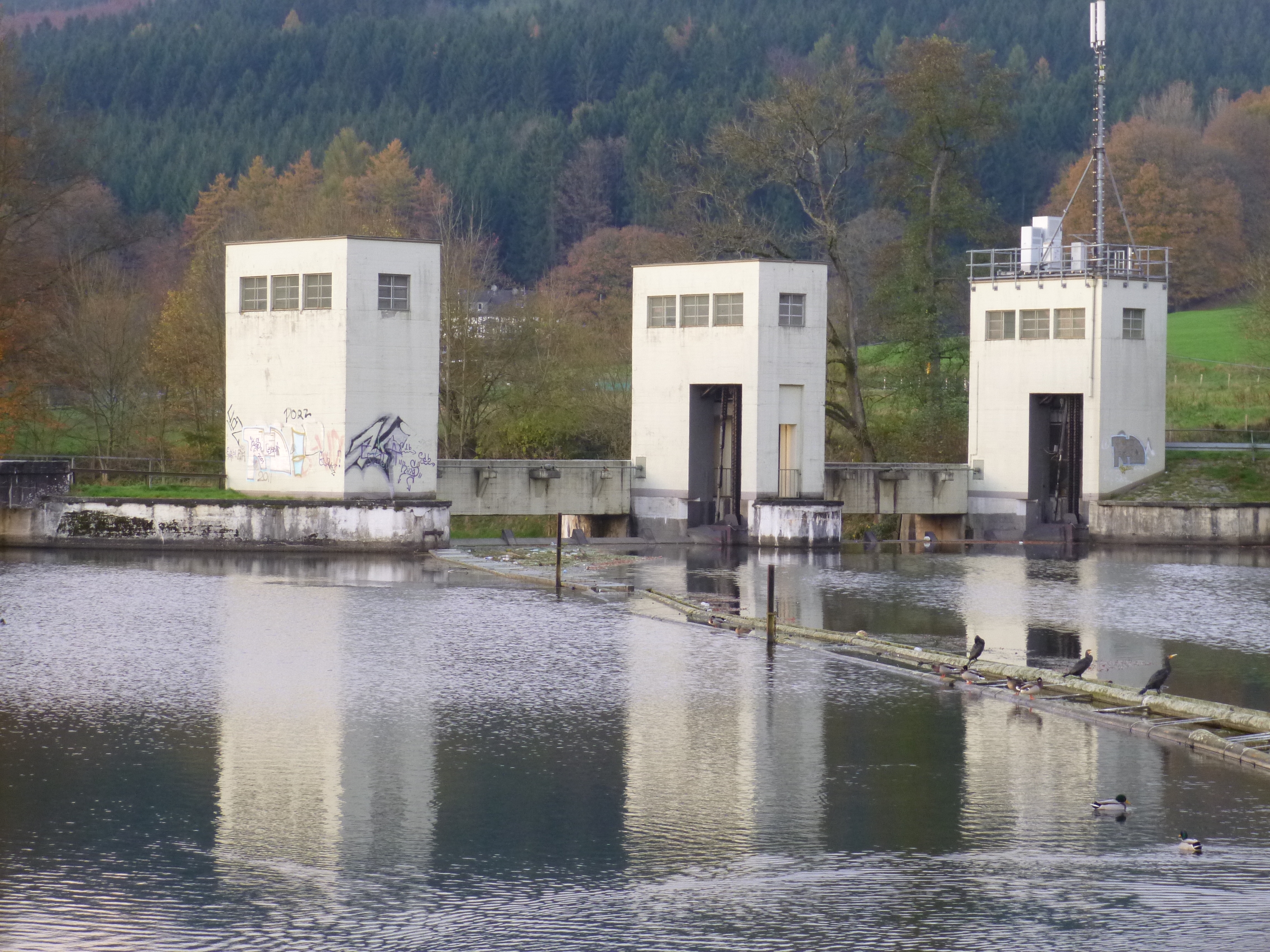
Das vorgelagerte Stauwehr, auch bezeichnet als die „Drei Türme“

Das Elektrizitätswerk Ehreshoven I ist ein Wasserkraftwerk in Ehreshoven. Die Anlage steht unter Denkmalschutz.

## Lage und Beschreibung
Die Anlagen umfassen ein Kraftwerksgebäude und ein etwa 150 Meter vorgelagertes Wehr. Sie stauen die Agger, beginnend ab der Ortsmitte von Loope, zu einem ungefähr 1 Kilometer langen See. Das Stauvolumen beträgt 280.000 m³. Die Fallhöhe des Wassers beträgt 6,50 Meter. Das durchschnittliche Regelarbeitsvermögen der zwei Maschinen beträgt 2515 Megawattstunden im Jahr.
Das Wehr teilt die Agger in zwei Arme, die hinter dem Stausee Ehreshoven und dem Elektrizitätswerk Ehreshoven II wieder zusammenfließen.

## Geschichte
Der Rat der Gemeinde Engelskirchen, das seinerzeit zum Kreis Wipperfürth gehörte, überlegte bereits vor den 1920er Jahren, die Agger zur Gewinnung elektrischer Energie zu nutzen, hatte dafür jedoch hatte entweder nicht ausreichendes Kapital oder wurde durch die Inflation daran gehindert, entsprechende Pläne zu realisieren. Der Kreis Gummersbach reichte stattdessen am 24. August 1923 beim Bezirksausschuss Köln einen Antrag ein, in dem zu Engelskirchen gehörenden Broich ein Elektrizitätswerk zu errichten. Die Firma Ermen & Engels und die Gemeinde Engelskirchen antworteten darauf im Februar 1924 mit einem eigenen Antrag.
Der Kölner Bezirksausschuss forderte am 2. September 1924 Nachbesserungen und vertagte eine Entscheidung über den Bau eines Kraftwerks in Ehreshoven. Gleichzeitig lehnte er einen alternativen Antrag der Wasserkraft GmbH Overath und der Verwaltung des Stifts Ehreshoven, hier ein Kraftwerk zu errichten, ab. Der Kreis Gummersbach, der die Gemeinden Engelskirchen und Ründeroth und den Kreis Wipperfürth ursprünglich hatte mit einbinden wollen, sah aufgrund deren eigenen gescheiterten Anträgen und Gegenprojekten nun von deren Beteiligung ab. Nachdem das Kreiselektrizitätswerk Dieringhausen der Gemeinde Engelskirchen Sonderkontingente an Strom zugeteilt hatte, zog die Gemeinde Engelskirchen im Oktober 1925 eigene Anträge und Widersprüche gegen den Bau der Anlage zurück. Im Rahmen eines Widerspruchsverfahrens gegen den Bau des Kraftwerks im Juli 1926 wurde die Stauhöhe um 1,60 Meter abgesenkt, um die Grund-, Ab- und Trinkwasserversorgung nicht zu gefährden.
Die zuständige Aufsichtsbehörde verfügte, dass zwischen Wehr und Krafthaus ein Damm anzulegen sei. Damit sollte sichergestellt werden, dass im Fall einer Störung des Wehres das Wasser über die Krone des Dammes abfließen könne. Dies ist der Grund für die ungewöhnliche Bauform der Anlage, die so auch beim Elektrizitätswerk Grünscheid zu finden ist, das ebenfalls zu dieser Zeit entstand. Der Bau des Kraftwerks wurde 1932 vollendet und durch das Kreiselektrizitätswerk Dieringhausen in Betrieb genommen. Dieses verkaufte die Anlage 1935 an die RWE, die es 2002 an einen privaten Betreiber weiterveräußerten.
Für die Stromproduktion des Oberbergischen Kreises ist das Kraftwerk heute nahezu bedeutungslos.